# Chilakaluripet
Chilakaluripet  est une ville du district de Palnadu dans l'État d'Andhra Pradesh en Inde. 
Selon le recensement de l'Inde de 2011, la localité compte une population de 101 398 habitants, population estimée à 142 000 habitants en 2024.